# Nordsamische Sprache

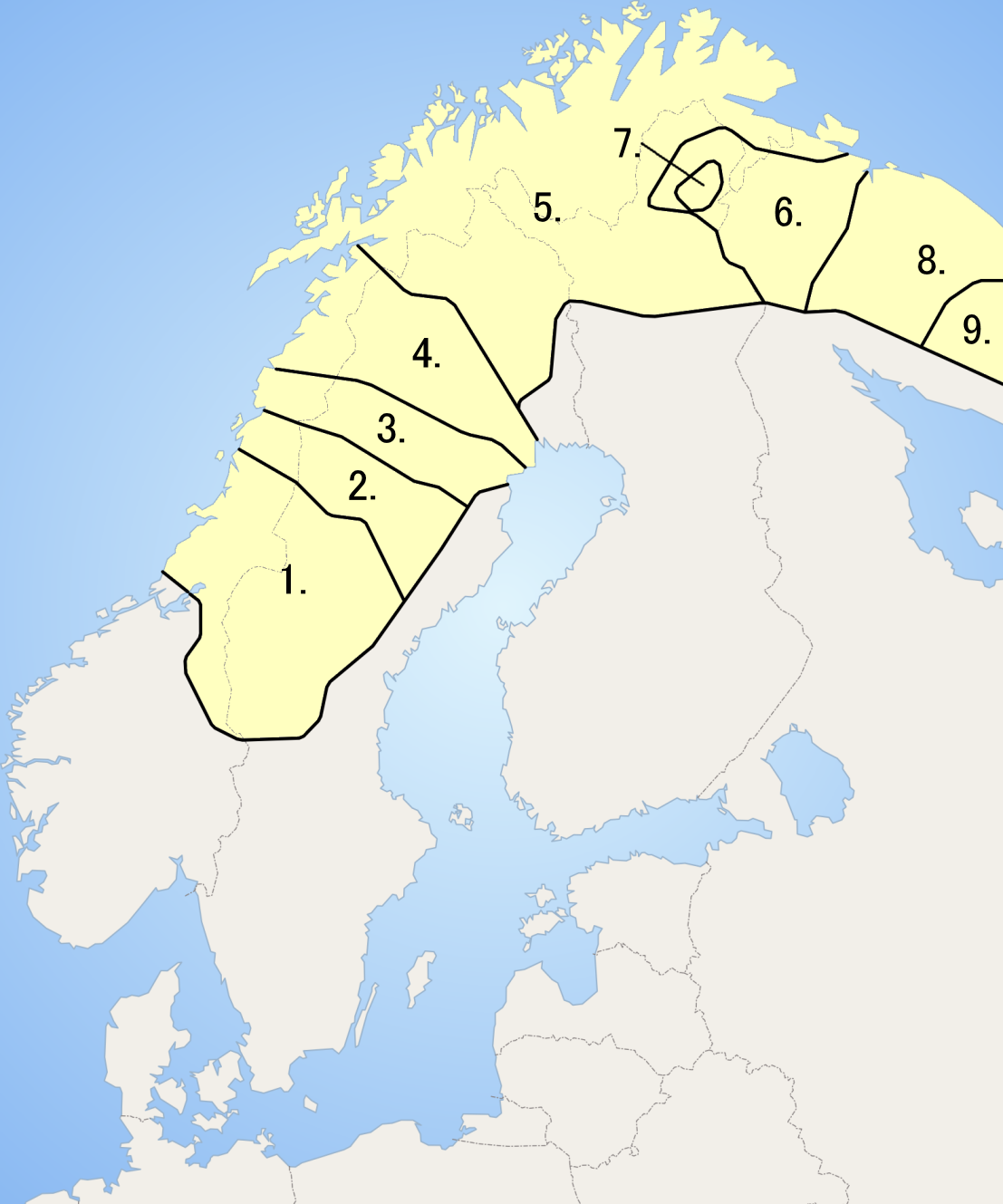
Verbreitungsgebiet des Nordsamischen (Nr. 5) im samischen Sprachraum

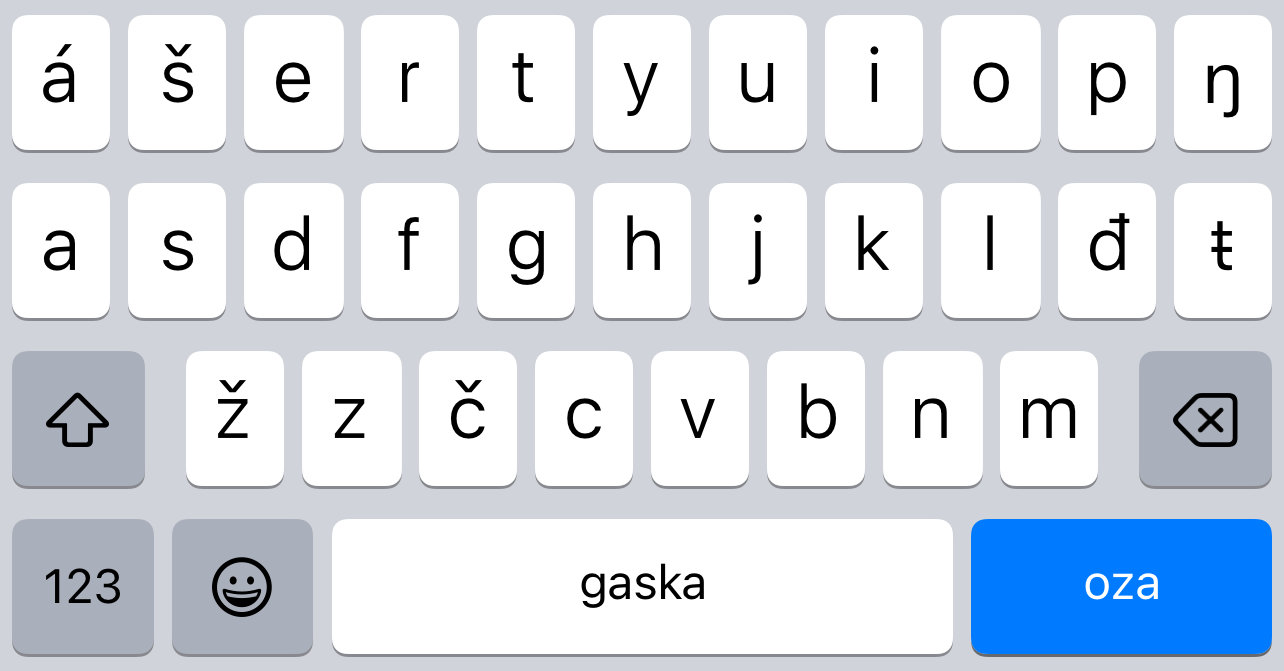
Nordsamische Bildschirmtastatur auf einem iPhone

Nordsamisch (auch Saamisch, Sámi; Eigenbezeichnung davvisámegiella) ist die mit Abstand größte Sprache aus der Gruppe der samischen Sprachen. Damit gehört sie zur finno-ugrischen Sprachfamilie. Nordsamisch wird von 15.000 bis 25.000 Samen im norwegischen, schwedischen und finnischen Teil Lapplands gesprochen.
Nordsamisch ist in den Gemeinden Kåfjord, Karasjok, Kautokeino, Lavangen, Nesseby, Porsanger und Tana in Norwegen, Arjeplog, Gällivare, Jokkmokk und Kiruna in Schweden sowie Enontekiö, Inari, Sodankylä und Utsjoki in Finnland als Minderheitssprache anerkannt und im Verkehr mit Behörden zugelassen.

## Rechtschreibung
1979 wurde eine einheitliche nordsamische Orthografie festgelegt. Zuvor hatte es in jedem Land einen eigenen Rechtschreibstandard gegeben. Die offizielle Orthografie wurde zuletzt 1985 geändert. Das Nordsamische wird in einer Variante des lateinischen Alphabets geschrieben, das über folgende 29 Buchstaben verfügt:
A/a Á/á B/b C/c Č/č D/d Đ/đ E/e F/f G/g H/h I/i J/j K/k L/l M/m N/n Ŋ/ŋ O/o P/p R/r S/s Š/š T/t Ŧ/ŧ U/u V/v Z/z Ž/ž
Bei folgenden Buchstaben wird die Aussprache mittels der IPA-Lautschrift angegeben: A [⁠ɑ⁠], Á [⁠a⁠], C [⁠ts⁠], Č [⁠tʃ⁠], Đ [⁠ð⁠], Š [⁠ʃ⁠], Ŧ [⁠θ⁠], Z [⁠dz⁠], Ž [⁠dʒ⁠].

## Phonologie
Das Nordsamische verfügt über fünf bzw. sechs Vokale, da in Lehnwörtern ebenso <y> vorkommt. Das <a> tritt in einfacher Länge (<a>) und in doppelter Länge (<á>) auf:
i: ungerundeter, geschlossener vorderer Vokal.
y: gerundeter, geschlossener vorderer Vokal.
e: ungerundeter, halbgeschlossener vorderer Vokal.
á: ungerundeter, offener zentraler Vokal.
a: ungerundeter, offener hinterer Vokal.
u: gerundeter, geschlossener hinterer Vokal.
o: gerundeter, halbgeschlossener hinterer Vokal.

### Konsonanten
Das Nordsamische kennt die folgenden 26 Konsonanten:
|               | Bilabial | Labiodental | Dental | Alveolar | Postalveolar | Palatal | Velar | Glottal |
| ------------- | -------- | ----------- | ------ | -------- | ------------ | ------- | ----- | ------- |
| Plosive       | p, b     |             |        | t, d     |              | c, ɟ    | k, g  |         |
| Nasale        | m        |             |        | n        |              | ɲ       | ŋ     |         |
| Vibranten     |          |             |        | r        |              |         |       |         |
| Frikative     |          | f, v        | θ, ð   | s        |              |         |       | h       |
| Approximanten |          |             |        |          |              | j       |       |         |
| Laterale      |          |             |        | l        |              | ʎ       |       |         |
| Affrikate     |          |             |        | ts, dz   | tʃ, dʒ       |         |       |         |

## Grammatik

### Wortstellung
Bezüglich der Wortstellung gehört Nordsamisch zu der Gruppe der Subjekt-Objekt-Sprachen der uralischen Sprachfamilie. Das Agens sowie andere Subjekte transitiver und intransitiver Verben stehen im Nominativ. Das Patiens sowie andere Objekte von transitiven Verben stehen hingegen in der Regel im Akkusativ. Die Folge der Hauptkonstituenten (Subjekt, Objekt, Verb, Adverbial usw.) unterliegt fast keinen formalen Beschränkungen und ist deshalb recht frei. Die Basisabfolge ist Subjekt – Verb – Objekt (SVO):
```
 áhčči[S] oinnii[V] Niillasa[O] 

 Vater sehen-Sg.3.Verg. Nils-Acc.Sg.
 Vater sah Nils.
```

Ohne Objekt:
```
 mátki[S] lea[V] guhkki 

 Reise sein-Sg.3.Präs. lang
 Die Reise ist lang ~ Es ist eine lange Reise.
```

In Infinitiv- und Partizipialkonstruktionen ändert sich die Konstituentenfolge meist hin zu einer verbfinalen Abfolge, Subjekt – Objekt – Verb (SOV):
```
 ii diktán              mu[S] dan[O] oaidnit[V] 

 Neg.Verb-Sg.3. lassen-Verg.Konneg. ich-Akk.Sg. es-Akk.Sg. sehen-Perf.Part.
 Er/sie ließ mich es nicht sehen.
```

Innerhalb von Nominalphrasen steht der Modifizierer vor dem Kopf:
```
 dát nuorra olmmái 

 es jung Mann
 dieser junge Mann
```

Aus grammatiktheoretischem Blickwinkel steht in Numeral- und Verbalphrasen der Modifizierer hinter dem Kopf, sodass auch hier der Kopf die morphologischen Eigenschaften trägt, die die syntaktische Konstruktion verlangt. Wie das Beispiel unten zeigt, bedeutet das, dass wenn eine numerale Nominalphrase als Subjekt dient, das Numeral der Kopf und das Nomen der Modifizierer der Nominalphrase ist.
```
 golbma dálu ledje buollán 

 drei-Nom.Sg. Haus-Gen.Sg. sein-Pl.3.Verg. brennen-Perf.Part.
 Drei Häuser sind niedergebrannt.
```

Nominalphrasen sind im Nordsamischen Inseln. Sie können jedoch von externen Elementen wie Verben oder Satzmodifizierer intersektiert werden.
```
 buorit gal ledje olbmot, muhto
 
…

 gut-Nom.Pl. sicherlich sein-Pl.3.Verg. Person-Nom.Pl. aber
 Sie waren sicherlich gute Leute, aber
 
…
```

Die Nominalphrasenmodifizierer, die vor der Nominalphrase stehen, treten in folgender Reihenfolge auf: Demonstrativpronomen – Genitiv-Attribut – Numeral – Adjektiv-Attribute – Nomen. Einige Modifizierer treten ausschließlich nach dem Nomen auf wie zum Beispiel:
Relativsätze, die durch ein Relativpronomen an den Antezedens des Hauptsatzes geknüpft sind:
```
 dat olbmot, mat manne sisa 

 es-Nom.Pl. Person-Nom.Pl. die-Nom.Pl. gehen-Pl.3.Verg. in
 diese Leute, die hineinliefen
```

Infinitive:
```
 mus ii                    leat dilli vuordit 

 ich-Lok. Verneinungsverb-Sg.3. sein-Präs.Konneg. Zeit warten-Inf.
 Ich habe keine Zeit zu warten.
```

Postpositionale Konstruktionen:
```
 dat lea muitalus ovtta nieidda birra 

 es sein-Sg.3.Präs. Geschichte eins-Gen.Sg. Mädchen-Gen.Sg. über
 Es ist eine Geschichte über ein Mädchen.
```

Partitive Lokative:
```
 mun dovddan ovtta du         vieljain 

 ich wissen-Sg.1.Präs. eins-Akk.Sg. du-Gen.Sg. Bruder-Lok.Pl.
 Ich kenne einen deiner Brüder.
```

Im Unterschied zu Nominalphrasen bilden Verbkomplexe wie beispielsweise zusammengesetzte Zeiten oder andere Verbkomplexe bestehend aus einer finiten und einer infintien Verbform keine Phrase im eigentlichen Sinn. Dazwischenliegende Elemente werden toleriert und die Wortstellung ist frei. Verbkomplexe aus finiter und infiniter Verbform zeigen allerdings die gewohnte Hierarchie: Die infinite Form ist der finiten formal untergeordnet.

### Pro-drop
Das Subjekt ist im Nordsamischen keine Konstituente, die verpflichtend realisiert werden muss. In einigen Fällen ist die Realisierung eines formalen Subjekts gar ungrammatisch. Verbformen der ersten und zweiten Person müssen nicht in Verbindung mit einem Subjektpronomen verwendet werden. Pronomen der dritten Person sind bei Subordination optional zu realisieren:
```
 go Biera bodii, de   muitalii, ahte
 
… 

 als Peter kommen-Sg.3.Verg. dann erzählen-Sg.3.Verg. dass
 Als Peter kam, erzählte er, dass
 
…
```

Wird ein Naturphänomen beschrieben, setzt man generell kein formales Subjekt ein:
```
 arvá 

 regnen-Sg.3.Präs.
 Es regnet.
```

### Stufenwechsel
Wie das Finnische oder das Estnische, so kennt auch das Nordsamische einen Stufenwechsel. Im Unterschied zum Finnischen, wo hauptsächlich die Plosive involviert sind, sind beim Stufenwechsel im Nordsamischen wesentlich mehr Konsonanten, bzw. Konsonantenverbindungen beteiligt. Außerdem, im Unterschied zum Finnischen, werden nicht zwei, sondern drei Konsonantenquantitäten unterschieden.
Der Stufenwechsel spielt vor allem in der Flexionsmorphologie eine wichtige Rolle. So werden bei vielen Wörtern Nominativ Singular und Genitiv / Akkusativ Singular nur durch den Stufenwechsel unterschieden. Die folgende Tabelle exemplifiziert den Stufenwechsel bei den labialen Plosiven und bei Konsonantenverbindungen mit diesen:
| Typ      | starke Stufe | starke Stufe       | schwache Stufe | schwache Stufe         |
| -------- | ------------ | ------------------ | -------------- | ---------------------- |
| hpp: hp  | báhppa       | ‚Priester‘         | báhpa          | ‚des Priesters‘        |
| hp: b    | giehpa       | ‚Ruß‘              | gieba          | ‚des Rußes‘            |
| bb: pp   | spábba       | ‚Ball‘             | spáppa         | ‚des Balles‘           |
| bm: pm   | biebmu       | ‚Essen‘            | biepmu         | ‚des Essens‘           |
| pm: m    | rápmi        | ‚Lob‘              | rámi           | ‚des Lobes‘            |
| đb: đbb  | beađbi       | ‚Schulterblatt‘    | beađbbi        | ‚des Schulterblattes‘  |
| ib: ibb  | láibi        | ‚Brot‘             | láibbi         | ‚des Brotes‘           |
| ip: ipp  | biipu        | ‚Pfeife‘           | biippu         | ‚der Pfeife‘           |
| lb: lbb  | silba        | ‚Silber‘           | silbba         | ‚des Silbers‘          |
| lp: lpp  | skoalpa      | ‚Sumpfdotterblume‘ | skoalppa       | ‚der Sumpfdotterblume‘ |
| mb: mbb  | bumbá        | ‚Truhe‘            | bumbbá         | ‚der Truhe‘            |
| mp: mpp  | lámpá        | ‚Lampe‘            | lámppá         | ‚der Lampe‘            |
| rb: rbb  | skárba       | ‚Peitsche‘         | skárbba        | ‚der Peitsche‘         |
| rp: rpp  | soarpa       | ‚Schaum‘           | soarppa        | ‚des Schaumes‘         |
| sp: spp  | ráspa        | ‚Raspel‘           | rásppa         | ‚der Raspel‘           |
| šp: špp  | rušpi        | ‚Karotte‘          | rušppi         | ‚der Karotte‘          |
| vp: vpp  | gávpi        | ‚Geschäft‘         | gávppi         | ‚des Geschäftes‘       |
| ibm: imm | áibmu        | ‚Luft‘             | áimmu          | ‚der Luft‘             |
| lbm: lmm | čuolbma      | ‚Knoten‘           | čuolmma        | ‚des Knotens‘          |
| rbm: rpm | čorbma       | ‚Faust‘            | čorpma         | ‚der Faust‘            |

Analoges gilt auch für andere Plosive, bzw. generell andere Konsonanten. Der Nom. Sg. áhčči ‚Vater‘ hat als Gen. Sing. áhči, der Nom. Sg. eadni ‚Mutter‘ einen Gen. Sg. eatni, neben einem Nominativ sávdnji ‚Naht‘ steht ein Genitiv sávnnji, neben einem Nominativ muohta ‚Schnee‘ in der schwachen Stufe steht ein Genitiv muohttaga in der starken Stufe. Auch beim Verbum sind diese Alternationen vorhanden: Zum Infinitiv juhkat ‚trinken‘ existiert eine 1. Person Singular im Präsens jugan ‚ich trinke‘, zum Infinitiv doaivut ‚hoffen‘ eine 1. P. Sg. Präs. doaivvun ‚ich hoffe‘.
In manchen Fällen können sogar alle drei Quantitätsstufen alternieren. Dies tritt beispielsweise bei manchen Verben auf, zum Beispiel: oađ'đi ‚(ihr beide) schlaft!‘: oađđit ‚schlafen‘: oađán ‚ich schlafe‘. Aber auch zwischen jiegŋái ‚vereist, gefroren‘, jiekŋa ‚Eis‘ und jieŋa ‚des Eises‘ ist eine dreifache Quantitätsopposition vorhanden.

### Kasus
Das Nordsamische kennt sieben Kasus: Nominativ, Genitiv, Akkusativ, Lokativ, Illativ, Komitativ und Essiv. Der Genitiv und Akkusativ sind formengleich, daher wird die Anzahl der Kasus teils auch mit sechs angegeben.

### Nomen
Das Nomen flektiert in zwei Numeri, dem Singular und dem Plural. Im Unterschied zu den Pronomina und den Verben ist hier also kein Dual vorhanden. Die morphologische Markierung findet in der Regel am Wortende als Suffix statt. Unterschieden wird dabei zwischen Markern (Modalität, Zeit, Numerus), inflexionalen Suffixen (Kasus, Possessor, Person) und derivationellen Endungen (modifizierte Wortbedeutung). Dabei gilt folgende Suffixabfolge: Wortstamm – derivationelle Endung – Numerus-Marker – Kasussuffix – Possessor-Suffix – Enklitikon (beispielsweise Frage-Enklitikon).
Es werden zudem verschiedene Nominatypen unterschieden: Nomina mit gerader Silbenanzahl, Nomina mit ungerader Silbenanzahl und kontrahierte Nomina. In der folgenden Übersichtstabelle werden diese exemplarisch dargestellt. Die Zuordnung ist dabei wie folgt: Nomina mit gerader Silbenanzahl: guolli ‚Fisch‘, beaivvádat ‚Sonnenschein‘; Nomina mit ungerader Silbenanzahl: duottar ‚Berg, Tundra, Fjell‘, beana ‚Hund‘; kontrahierte Nomina: boazu ‚Rentier‘, geavŋŋis ‚große Stromschnelle, Wasserfall‘.
| Kasus       | Singular | Singular      | Singular   | Singular   | Singular | Singular   | Plural    | Plural           | Plural        | Plural        | Plural      | Plural       |
| Nom.        | guolli   | beaivvádat    | duottar    | beana      | boazu    | geavŋŋis   | guolit    | beaivvádagat     | duoddarat     | beatnagat     | bohccot     | geavgŋát     |
| Gen. / Akk. | guoli    | beaivvádaga   | duoddara   | beatnaga   | bohcco   | geavgŋá    | guliid    | beaivvádagaid    | duoddariid    | beatnagiid    | bohccuid    | geavgŋáid    |
| Lok.        | guolis   | beaivvádagas  | duoddaris  | beatnagis  | bohccos  | geavgŋás   | guliin    | beaivvádagain    | duoddariin    | beatnagiin    | bohccuin    | geavgŋáin    |
| Ill.        | gullái   | beaivvádahkii | duoddarii  | beatnagii  | bohccui  | geavgŋái   | guliide   | beaivvádagaide   | duoddariidda  | beatnagiidda  | bohccuide   | geavgŋáide   |
| Kom.        | guliin   | beaivvádagain | duoddariin | beatnagiin | bohccuin | geavgŋáin  | guliiguin | beaivvádagaiguin | duoddariiguin | beatnagiiguin | bohccuiguin | geavgŋáiguin |
| Ess.        | guollin  | beaivvádahkan | duottarin  | beanan     | boazun   | geavŋŋisin | guollin   | beaivvádahkan    | duottarin     | beanan        | boazun      | geavŋŋisin   |

Daneben wird zwischen einer absoluten Deklination und einer possessiven Deklination unterschieden, wobei bei letzterer Personalsuffixe an das Substantiv im jeweiligen Kasus angehängt werden. So bedeutet guos'si lediglich ‚Gast‘, während guos’sán ‚mein Gast‘, guos’sát ‚dein Gast‘ usw. bedeutet. Neben Singular und Plural wird bei der possessiven Deklination auch der Dual unterschieden (guos’sáme ‚meine beiden Gäste‘, guos’sáde ‚deine beiden Gäste‘ usw.).
| Kasus           | Person   | Singular                                  | Dual                                               | Plural                                              |
| --------------- | -------- | ----------------------------------------- | -------------------------------------------------- | --------------------------------------------------- |
| Nom. Sg.        | 1. 2. 3. | guos’sán guos’sát guos'sis                | guos’sáme guos’sáde guos'siska                     | guos’sámet guos’sádet guos'siset                    |
| Gen. / Akk. Sg. | 1. 2. 3. | guos’sán guos’sát guossis                 | guos’sáme guos’sáde guossiska                      | guos’sámet guos’sádet guossiset                     |
| Lok. Sg.        | 1. 2. 3. | guossistan guossistat guossistis          | guossisteame guossisteatte guossisteaskka          | guossisteamet guossisteattet guossisteaset          |
| Ill. Sg.        | 1. 2. 3. | guos’sásan guos’sásat guos’sásis          | guos’sáseame guos’sáseatte guos’sáseaskka          | guos’sáseamet guos’sáseattet guos’sáseaset          |
| Kom. Sg.        | 1. 2. 3. | gussiinan gussiinat gussiinis             | gussiineame gussiineatte gussiineaskka             | gussiineamet gussiineattet gussiineaset             |
| Ess.            | 1. 2. 3. | guos'sinan guos'sinat guos'sinis          | guos'sineame guos'sineatte guos'sineaskka          | guos'sineamet guos'sineattet guos'sineaset          |
| Gen. / Akk. Pl. | 1. 2. 3. | gussiidan gussiidat gussiidis             | gussiideame gussiideatte gussiideaskka             | gussiideamet gussiideattet gussiideaset             |
| Lok. Pl.        | 1. 2. 3. | gussiinan gussiinat gussiinis             | gussiineame gussiineatte gussiineaskka             | gussiineamet gussiineattet gussiineaset             |
| Ill. Pl.        | 1. 2. 3. | gussiidasan gussiidasat gussiidasas       | gussiidasame gussiidasade gussiidasaska            | gussiidasamet gussiidasadet gussiidasaset           |
| Kom. Pl.        | 1. 2. 3. | gussiidanguin gussiidatguin gussiidisguin | gussiideameguin gussiideatteguin gussiideaskkaguin | gussiideametguin gussiideattetguin gussiideasetguin |

### Pronomina
Im Nordsamischen gibt es Personal-, Reflexiv-, Relativ-, Indefinit- und Demonstrativpronomen. In weiten Teilen entspricht die Morphologie der Pronomen der der Nomen. Allerdings weisen manche Pronomen einen einsilbigen Wortstamm auf, wohingegen Wortstämme von Nomen mindestens zweisilbig sind (Ausnahme leat, sein). Die Personalpronomina kommen in drei Numeri vor: Singular (Einzahl), Dual (Zweizahl) und Plural (Mehrzahl).
| Person | Nordsamisch | Deutsch   |
| ------ | ----------- | --------- |
| 1. Sg. | mun         | ich       |
| 2. Sg. | don         | du        |
| 3. Sg. | son         | er/sie    |
| 1. Du. | moai        | wir beide |
| 2. Du. | doai        | ihr beide |
| 3. Du. | soai        | sie beide |
| 1. Pl. | mii         | wir       |
| 2. Pl. | dii         | ihr       |
| 3. Pl. | sii         | sie       |

Flexionsparadigma zu don, du:
| Kasus | Singular | Dual     | Plural   |
| ----- | -------- | -------- | -------- |
| Nom.  | don      | doai     | dii      |
| Gen.  | du       | dudno    | din      |
| Akk.  | du       | dudno    | din      |
| Ill.  | dutnje   | dudnuide | didjiide |
| Lok.  | dus      | dudnos   | dis      |
| Kom.  | duinna   | dudnuin  | dinguin  |
| Ess.  | dunin    | dudnon   | dinin    |

Das Reflexivpronomen ist in den obliquen Kasus stets mit den Possessivsuffixen versehen:
Gen. / Akk. Sg.: iežan ‚mich‘
Kom. Sg.: iežainis ‚mit ihm/ihr selbst‘
Ess. Sg: iehčanis ‚er/sie selbst‘
usw.
Bei Indefinitpronomen, Relativpronomen und Demonstrativpronomen wird lediglich zwischen zwei Numeri (Singular, Plural) unterschieden:
Indefinitpronomen soames, irgendjemand:
| Kasus | Singular   | Plural        |
| ----- | ---------- | ------------- |
| Nom.  | soames     | soapmásat     |
| Gen.  | soapmása   | soapmásiid    |
| Akk.  | soapmása   | soapmásiid    |
| Ill.  | soapmásii  | soapmásiidda  |
| Lok.  | soapmásis  | soapmásiin    |
| Kom.  | soapmásiin | soapmásiiguin |
| Ess.  | soamisin   | soamisin      |

Wie die meisten Sprachen, die der finno-ugrischen Sprachfamilie angehören, kennt auch das Nordsamische keine Determinierer. Meist werden anstelle von Artikeln Demonstrativpronomina verwendet, die Nähe oder Distanz zum Sprecher bzw. Hörer ausdrücken.

### Adjektive
Manche Adjektive der nordsamische Sprache besitzen eine separate Form, die verwendet wird, wenn das Adjektiv in einer attributiven Konstruktion gebraucht wird. Anhand der verschiedenen Realisierungsformen dieser attributiven Form werden Adjektive in drei verschiedene Gruppen unterteilt.
1. Adjektive, die keine separate morphologische Attributivform besitzen
1. zweisilbiger Stamm: duohta „wahr“
2. dreisilbiger Stamm: beakkán „berühmt“
3. kontrahierter Stamm: rikkis „reich“
4. viersilbiger Stamm: issoras „schrecklich“
5. Komparativ: buoret „besser“

2. Adjektive, die eine separate morphologische Attributivform besitzen
1. Attributivform endet auf -s: láiki, attributiv: láikkes „faul“
2. Attributivform endet auf -a: un'ni, attributiv: unna „klein“

3. Adjektive, die keine Attributivform besitzen
1. Verwendung des Partizips anstatt der Attributivform: váibbas, Partizip: váiban „müde“
2. Verwendung eines zusammengesetzten Nomens: šnjuokkas „zu wenig kurvig“

### Verb
Das nordsamische Verb wird in drei Personen und drei Numeri (Singular, Dual, Plural) konjugiert. Es kennt zwei einfache (Vergangenheit und Nicht-Vergangenheit) und zwei zusammengesetzte (Perfekt, Plusquamperfekt) Tempora sowie vier Modi (Indikativ, Imperativ, Konditional und Potential). Des Weiteren wird zwischen zwei Genera Verbi (Aktiv, Passiv) unterschieden. Wie die anderen samischen Sprachen, das Finnische und das Estnische verwendet das Nordsamische ein Verneinungsverb.
Außerdem gibt es mehrere infinite Formen. Die Unterteilung hierbei ist wie folgt: Infinitive, Konnegative, Partizipien und Gerundien.
Alle Verben haben mindestens zweisilbige Wortstämme (Ausnahmen leat, sein und in, Verneinungsverb). Für das Verneinungsverb gibt es keine Formen im Konditionalis oder Potentialis sowie Vergangenheitsformen.
Flexionsparadigma für die Konjugation im Nordsamischen:
| Tempus                               | Numerus  | Person   | Verneinungsverb     | leat, sein                    | oaddit, schlafen                    | gul'lot, gehört werden                     |
| ------------------------------------ | -------- | -------- | ------------------- | ----------------------------- | ----------------------------------- | ------------------------------------------ |
| Präsens                              | Singular | 1. 2. 3. | in it ii            | lean leat lea                 | oadán oadát oaddá                   | gul'lon gul'lot gul'lo                     |
|                                      | Dual     | 1. 2. 3. | ean eahppi eaba     | letne leahppi leaba           | odde oaddibeahtti oaddiba           | gul'loje(me) gul'lobeahtti gul'loba        |
|                                      | Plural   | 1. 2. 3. | eat ehpet eai       | leat lehpet leat              | oaddit oaddibehtet oddet            | gul'lot gul'lobehtet gul'lojit             |
| Präteritum (Vergangenheit)           | Singular | 1. 2. 3. | – –                 | ledjen ledjet lei ~ leai      | odden oddet odii                    | gul'lojin gul'lojit gul'lui                |
|                                      | Dual     | 1. 2. 3. | – –                 | leimme leidde leigga          | odiime odiide odiiga                | gul'luime gul'luide gul'luiga              |
|                                      | Plural   | 1. 2. 3. | – –                 | leimmet leiddet ledje         | odiimet odiidet odde                | gul'luimet gul'luidet gul'loje(dje)        |
| Konditionalis (Präsens)              | Singular | 1. 2. 3. | – –                 | livččen livččet livččii       | oadášin oadášit oadášii             | gul'lošin gul'lošit gul'lošii              |
|                                      | Dual     | 1. 2. 3. | – –                 | livččiime livččiide livččiiga | oadášeimme oadášeidde oadášeigge    | gul'lošeimme gul'lošeidde gul'lošeigga     |
|                                      | Plural   | 1. 2. 3. | – –                 | livččiimet livččiidet livčče  | oadášeimmet oadášeiddet oadáše(dje) | gul'lošeimmet gul'ošeiddet gul'loše(dje)   |
| Potentialis (Präsens)                | Singular | 1. 2. 3. | – –                 | leaččan leaččat leažžá        | odežan odežat odeža                 | gul'ložan gul'ložat gul'loža               |
|                                      | Dual     | 1. 2. 3. | – –                 | ležže leažžabeahtti leažžaba  | odeže(tne) odežeahppi odežeaba      | gul'lože(tne) gul'ložeahppi gul'ložeaba    |
|                                      | Plural   | 1. 2. 3. | – –                 | leažžat leažžabehtet ležžet   | odežit odežehpet odežit             | gul'ložit gul'ložehpet gul'ložit           |
| Imperativ (Präsens)                  | Singular | 1. 2. 3. | allon ale allos     | lehkon leage lehkos           | oddon oade oddos                    | gul'lojehkon gul'lo gul'lojehkos           |
|                                      | Dual     | 1. 2. 3. | al'lu al'li alloska | leahkku leahkki lehkoska      | oad'du oad'di oddoska               | gul'lojeahkku gul'lojeahkki gul'lojehkoska |
|                                      | Plural   | 1. 2. 3. | allot allet alloset | lehkot lehket lehkoset        | oddot oddet oddoset                 | gul'lojehkot gul'lojehket gul'lojehkoset   |
| Infinitiv                            |          |          | –                   | leat, leahkit                 | oaddit                              | gul'lot                                    |
| Konnegativ (Präsens Indikativ)       |          |          | –                   | leat                          | oade                                | gul'lo                                     |
| Konnegativ (Vergangenheit Indikativ) |          |          | –                   | lean                          | oaddán                              | gul'lon                                    |
| Konnegativ (Konditionalis)           |          |          | –                   | livčče                        | oadáše                              | gul'loše                                   |
| Konnegativ (Potentialis)             |          |          | –                   | leačča                        | odeš                                | gul'loš                                    |
| Konnegativ (Imperativ)               |          |          | –                   | leage                         | oade                                | gul'lo                                     |
| Konnegativ (Imperativ II)            |          |          | –                   | lehko                         | oddo                                | gul'lojehko                                |

Neben den zwei einfachen Zeiten, Präsens und Vergangenheit, gibt es noch zwei weitere zusammengesetzte Zeiten, Perfekt und Plusquamperfekt. Mit Hilfe einer Kopula, die beim Perfekt im Präsens und beim Plusquamperfekt in der Vergangenheit steht, und dem Partizip Perfekt werden diese gebildet. Die Tempora sind Mittel zum Ausdruck unterschiedlicher Aspekte. Folgende Verwendungsregeln gelten hierbei:
1. Vergangenheit (absolut past): abgeschlossene Ereignisse, die in der Vergangenheit liegen
```
  fitnen doppe golmma geardde. 

  besuchen-Sg.1.Verg. dort drei-Gen.Sg. Zeit-Gen.Sg.
  Ich bin dort drei Mal hingegangen (und nicht öfter).
```

2. Perfekt (relative past): Ereignisse, die in der Vergangenheit begonnen haben, und in die Gegenwart/Zukunft reichen
```
 lean fitnan doppe golmma geardde. 

 sein-Sg.1.Präs. besuchen-Part.Perf. dort drei-Gen.Sg. Zeit-Gen.Sg.
 Ich war dort drei Mal(und werde dort vielleicht noch öfter hingehen).
```

3. Plusquamperfekt: Ausdruck von Vorzeitigkeit in der Vergangenheit
```
 ledjen dassážii fitnan doppe golmma geardde. 

 sein-Sg.1.Verg. bis dann besuchen-Part.Perf. dort drei-Gen.Sg. Zeit-Gen.Sg.
 Bis zu einem Zeitpunkt in der Vergangenheit war ich dort schon drei Mal gewesen (und bin dort vielleicht auch danach nochmal gewesen).
```

Zudem gibt es die Möglichkeit, besonders komplexe Zeitstrukturen mit Hilfe des doppelten Perfekts bzw. Plusquamperfekts zu beschreiben.
Die nordsamische Sprache kennt kein Futurtempus. Oftmals dient der Potentialis, der sonst zum Ausdruck erwartbarer Ereignisse verwendet wird, als Ersatzform. Der Konditionalis drückt in der Regel Wünsche, nicht realisierte Ereignisse oder wünschenswerte Umstände (z. B.: Wenn die Sonne scheinen würde, …) aus.

### Intransitive Verben
Man kann drei Klassen von intransitiven Verben unterscheiden:
1. Bei intransitiven Verben, die Witterungsphänomene beschreiben, wird kein Subjekt benutzt:
1. arvit „regnen“ arvá „Es regnet“
2. bieggat „windig sein“ bieggá „Es ist windig“
3. muohta „Schnee“ muohttá „Es schneit“
4. leat čoaskkis „kalt sein“ lea čoaskkis „Es ist kalt“

2. intransitive Verben, die ein Subjekt nehmen:
1. nohkkat „ins Bett gehen“ čohkkat „sitzen“
2. girdit „fliegen“ eallit „leben“

3. intransitive Verben, die ein Subjekt und ein Komplement nehmen:
1. mannat „gehen“
2. boahtit „kommen“,
3. mátkkoštit „reisen“

### Transitive Verben
1. transitive Verben, die ein Objekt nehmen:
1. goarrut „nähen“
2. gullat „hören“,
3. čuohppat „schneiden“
4. diehtit „wissen“

2. transitive Verben, die ein Objekt und ein Komplement nehmen:
1. doalvut „nehmen“
2. addit „geben“[6]

### Negation
Nordsamisch verwendet wie die meisten Sprachen der finno-ugrischen Sprachfamilie ein Verneinungsverb. Die Bildung der Verneinung eines Satzes hängt von der gewählten Tempusform ab. Im Präsens wird das Verneinungsverb in mit der entsprechenden Präsensform des Konnegativs (negative Form des Hauptverbs) kombiniert. Das Verneinungsverb hat in allen Modi dieselbe Form. Der Modus wird deshalb stets am Hauptverb markiert. Ausschließlich im Imperativ wird der Modus sowohl am Verneinungsverb als auch am Hauptverb markiert.
Die Verneinung der Sätze, die in der einfachen Vergangenheit stehen, wird durch das finite Verneinungsverb in Kombination mit dem infiniten Vergangenheits-Konnegativ gebildet.
Die Verneinung der Sätze in den zusammengesetzten Zeiten, Perfekt und Plusquamperfekt, wird gemäß der Verneinung der Kopula gebildet (Beispiel Perfekt: it leat boahtán du bist nicht gekommen, Beispiel Plusquamperfekt: it lean boahtán du warst nicht gekommen).
Die Verneinung betrifft im Nordsamischen das Verb und nimmt daher meist Skopus über das gesamte Ereignis, das mit dem Verb verbunden ist. Es besteht allerdings die Möglichkeit, den Skopus auf eine Konstituente zu beschränken:
```
 mun ožžon dan, in                    fal Niillasis, muhto Iŋggás 

 Ich bekommen-Sg.3.Verg. es-Akk.Sg. Verneinungsverb-Sg.1. sicherlich Nils-Lok.Sg. aber Inga-Lok.Sg.
 Ich habe es sicherlich nicht von Nils bekommen, sondern von Inga.
```

In Partizipial- und Infinitivkonstruktionen wird das Matrixverb verneint. Der Skopus der Negation reicht jedoch nur über den eingebetteten Satz:
```
 dat ii                    lohkan bierggu nohkat 

 er/sie/es verneinungsverb-Sg.3. sagen-Verg.Konneg. Fleisch-Akk.Sg. ausgehen-Inf.
 Er sagte, dass das Fleisch nicht ausgeht.
```

### Genus Verbi
Nordsamisch unterscheidet zwischen aktiv und passiv. Das Passiv dient folgenden zwei Funktionen: Es ermöglicht, den Agens bzw. das logische Subjekt des Verbs nicht zu realisieren. Aus demselben Grund wird es bei intransitiven Verben verwendet (Bsp.: el'lojuv'vui- Sg.3.Per.Verg.Pass., „das Leben ging weiter“, wörtlich: „Es wurde gelebt“). Die Passivform eines Verbs lässt sich anhand eines Markers, der als Suffix an den Stamm gehängt wird, erkennen. Für zweisilbige Stämme wird der Marker -ojuv'vo(j)-, für dreisilbige Stämme der Marker -uv'vo(j)- verwendet. Beide Marker werden wie gul'lot,  „gehört werden“, flektiert (siehe Konjugationsparadigma oben).

### Infinitivkonstruktionen
Die nordsamische Sprache unterscheidet zwischen einer Reihe an infiniten Verbformen. Der Infinitiv, das Gerundium, verschiedene Action-Formen, das Supinum und das Partizip Präsens bzw. Perfekt nehmen in infiniten Konstruktionen unterschiedliche Rollen ein:
Der Infinitiv wird meist als Argument anderer Verben gebraucht. Das finite Verb bildet hier den Kopf der Konstruktion:
```
 dat doaivvui mu          boahtit 

 er/sie/es denken-Sg.3.Verg. ich-Akk.Sg. komme-Inf.
 Er/sie/es dachte, dass ich kommen würde.
```

Der Action-Essiv wird bei Verben der unmittelbaren Beobachtung verwendet:
```
 dat oinnii báhpa boahtimen 

 er/sie sehen-Sg.3.Verg. Priester-Akk.Sg. kommen-Act.Ess.
 Er/sie sah den Priester kommen.
```

Das Partizip Perfekt wird verwendet, um auszudrücken, dass das Ereignis im eingebetteten Satz beendet ist:
```
 dat oinnii báhpa boahtán 

 er/sie sehen-Sg.3.Verg. Priester-Akk.Sg. kommen-Perf.Part.
 Er/sie sah, dass der Priester gekommen war.
```

Das Partizip Präsens modifiziert Verben und Nomen:
```
 odda čovdosiid [OBJ] gáibideaddji-Prä.Part. čuolbma 

 ein Problem, das neue Lösungen braucht.
```

Das Gerundium wird als Temporaladverb verwendet und nimmt ein Argument im Genitiv:
```
 bodii mu          vuolggedettiin 

 kommen-Sg.3.Verg. ich-Gen.Sg. gehen-Ger.
 Er/sie kam, als ich ging.
```

In den Fällen, in denen die Infinitivkonstruktion das Objekt realisiert, stehen die Konstituenten, die das Nominativ-Subjekt und das Nominativ-Komplement des eingebetteten Satzes darstellen, im Akkusativ.
Eingebetteter Satz:
```
 Joavnna logai daid olbuid leat      čeavláid 

 John sagt-Sg.3.Verg. es-Akk.Sg. Person-Acc.Pl. sein-Inf. hochmütig-Acc.Pl.
 John sagte, dass diese Leute hochmütig sind.
```

Analog dazu der nicht eingebettete Satz:
```
 dat olbmot leat            čeavlát 

 es-Nom.Pl. Person-Nom.Pl. sein-Pl.3.Präs. hochmütig-Nom.Pl.
 Diese Leute sind hochmütig.
```

Wenn das Subjekt des eingebetteten Satzes koreferent mit dem des Matrixsatzes ist, wird es durch die possessive Akkusativform des Reflexivpronomens iehča- repräsentiert:
```
 Joavnna logai iežas diehtán            vástádusa 

 John sagen-Sg.3.Verg. selbst-Acc.Sg.+Sg.3. wissen-Perf.Part. Antwort-Akk.Sg.
 John sagte, dass er (selbst) die Antwort weiß.
```

### Interrogativsätze
Fragen beginnen mit einer fokussierten Phrase. Meist besteht diese aus dem Fragewort:
```
gos
   don boadát?

woher du kommen-Sg.2.Präs.
Woher kommst du?
```

Bei Entscheidungsfragen wird das Verb an den Satzanfang bewegt und ihm wird ein Fragepartikel -go angehängt. Das Verb nebst Fragepartikel bilden dann die fokussierte Phrase:
```
 
oidnetgo
                (don) Biera? 

 sehen-Sg.2.Verg.+Fragep.(du) Peter-Akk.Sg.
 Hast du Peter gesehen?
```

Die Antwort bei Entscheidungsfragen besteht entweder aus der Wiederholung der fokussierten Phrase mit modifizierten Personalendungen oder dem Verneinungsverb in:
```
 Oidnetgo Biera? 
       – Oidnen. / – In.
 Hast du Peter gesehen? – Ja.    /  – Nein.
```

### Satzverknüpfung
1. Koordination
Es gibt eine Reihe an koordinierender Konjunktionen: ja und, siehke – ja sowohl … als auch, dahje oder, juogo – dahje – entweder … oder, muhto aber, vaikko obwohl usw.:
```
 váldde gáffala ja  niibi 

 nehmen-Imper.Sg.2. Gabel-Akk.Sg. und Messer-Akk.Sg.
 Nimm eine Gabel und ein Messer.
```

In verneinten Sätzen kann die Koordination auch durch einen klitischen Partikel -ge ausgedrückt werden, der an das Verneinungsverb in gehängt wird:
```
 mun in leat oaidnán          inge gullan 

 Ich Verneinungsverb-Sg.1. sein-Präs.Kon. sehen-Perf.Part. Verneinungsverb-Sg.1.+-ge hören-Perf.Part.
 Ich habe weder gesehen noch gehört.
```

2. Subordination
Es gibt eine Reihe an subordinierender Konjunktionen: ahte dass, go als, dass, juos falls, vai~vuoi damit, amas damit nicht usw. Subordinierte Sätze können verschiedene Funktionen im Satz einnehmen:
Subjekt:
```
 buorre lei, go   bohtet 

 gut sein-Sg.3.Verg. dass kommen-Sg.2.Verg.
 Es war gut, dass du kamst.
```

Objekt:
```
 mun diedán, ahte Niillas boahtá 

 Ich wissen-Sg.1.Präs. dass Nils kommen-Sg.3.Präs.
 Ich weiß, dass Nils kommt.
```

Adverbial:
```
 mun boadán, go   don dáhtut 

 Ich komme-Sg.1.Präs. als you-Sg. want-Sg.2.Präs.
 Ich sollte kommen, wenn du mich fragst.
```

Indirekte Fragen sind entweder subordinierte Subjekte oder subordinierte Objekte.
Subordiniertes Subjekt:
```
 
 ii leat           čielggas, boahtágo Niillas 

  Verneinungsverb-Sg.3. sein-Präs.Kon. klar kommen-Sg.3.Präs.+Fragepartikel Nils
  Es ist nicht klar, ob Nils kommen wird.
```

Subordiniertes Objekt:
```
 mun in diede boahtágo Niillas 

 Ich Verneinungsverb-Sg.1. wissen-Präs.Kon. kommen-Sg.3.Präs.+Fragepartikel Nils
 Ich weiß nicht, ob Nils kommen wird.
```

## Nordsamisches Schrifttum

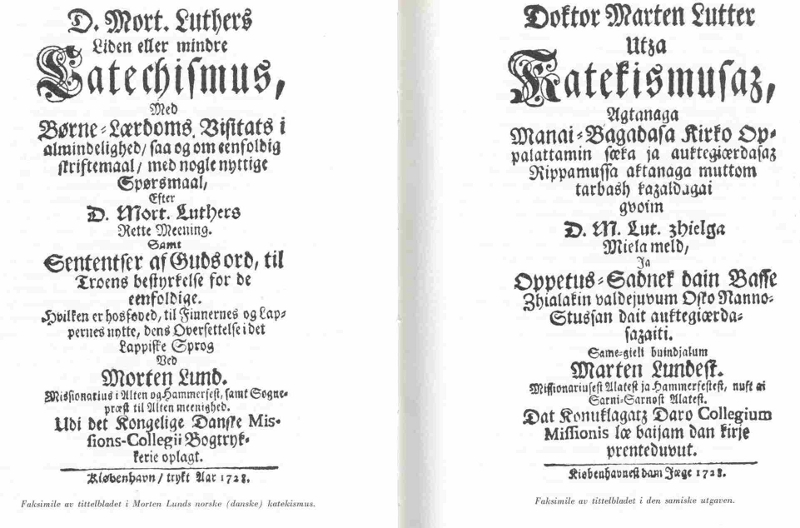
Titelblatt des ersten auf nordsamisch gedruckten Buches, Kopenhagen 1728